# Copa Libertadores da América de 1982
A Taça Libertadores da América foi a 23.ª edição da competição sul-americana organizada pela CONMEBOL. Participaram vinte e um clubes e dez países: Argentina, Bolívia, Brasil, Chile, Colômbia, Equador, Paraguai, Peru, Uruguai e Venezuela. O torneio começou em 7 de março e encerrou-se em 30 de novembro de 1982.
O Peñarol, do Uruguai, venceu o Cobreloa, do Chile, pelo placar de 1 a 0. É o quarto título do Peñarol na competição.

## Regulamento[1]
Fase de grupos: os 20 times estão divididos em cinco grupos de quatro times cada, que jogam entre si em turno e returno. Classificam-se para a próxima fase os campeões de cada grupo.
Fase semifinal: dois grupos de 3 times cada (os 5 times classificados da "fase de grupos" mais o Flamengo, campeão do ano anterior), jogam entre si em turno e returno. Classifica-se para a última fase o primeiro colocado de cada grupo. 
Fase final: os 2 times, disputa em "melhor de três" (terceiro jogo em campo neutro se houver necessidade).

## Equipes classificadas
| País                           | Equipe                                  | Classificação |
| ------------------------------ | --------------------------------------- | --- |
| Argentina 2 vagas              | Boca Juniors River Plate                | Campeão do Campeonato da Primeira Divisão de 1981 Campeão do Campeonato Nacional de 1981                                               |
| Bolivia 2 vagas                | Jorge Wilstermann The Strongest         | Campeão do Campeonato da Primeira Divisão de 1981 Vice-campeão do Campeonato da Primeira Divisão de 1981                               |
| Brasil 2 vagas + atual campeão | Flamengo Grêmio São Paulo               | Campeão da Copa Libertadores da América de 1981 Campeão do Campeonato Brasileiro de 1981 Vice-campeão do Campeonato Brasileiro de 1981 |
| Chile 2 vagas                  | Colo-Colo Cobreloa                      | Campeão da Primeira Divisão Chilena de 1981 Vencedor da Liguilla Pré-Libertadores de 1981                                              |
| Colômbia 2 vagas               | Atlético Nacional Deportes Tolima       | Campeão do Campeonato Colombiano de 1981 Vice-campeão do Campeonato Colombiano de 1981                                                 |
| Equador 2 vagas                | Barcelona Liga de Quito                 | Campeão do Campeonato Equatoriano de 1981 Vice-campeão do Campeonato Equatoriano de 1981                                               |
| Paraguai 2 vagas               | Olimpia Sol de América                  | Campeão do Campeonato Paraguaio de 1981 Vice-campeão do Campeonato Paraguaio de 1981                                                   |
| Peru 2 vagas                   | Melgar Deportivo Municipal              | Campeão do Campeonato Descentralizado de 1981 Vice-campeão do Campeonato Descentralizado de 1981                                       |
| Uruguai 2 vagas                | Defensor Sporting Peñarol               | Campeão da Liguilla Pré-Libertadores da América de 1981 Vice-campeão da Liguilla Pré-Libertadores da América de 1981                   |
| Venezuela 2 vagas              | Deportivo Táchira Estudiantes de Mérida | Campeão da Primeira Divisão Venezuelana de 1981 Vice-campeão da Primeira Divisão Venezuelana de 1981                                   |

## Fase de grupos
Na fase de grupos, vinte clubes foram divididos em cinco grupos, com o primeiro colocado se classificando para as semifinais. O Flamengo, do Brasil, campeão da Taça Libertadores da América de 1981, avançou direto para as semifinais.
No Grupo 1, o River Plate se classificou sem grandes dificuldades. A grande surpresa foi o desempenho do Boca Juniors, que não resistiu à altitude de La Paz e perdeu as duas partidas contra os bolivianos do The Strongest e Jorge Wilsterman, terminando em último lugar.
No Grupo 2, o Peñarol terminou em primeiro, ganhando todas as partidas em casa. Foi a primeira participação do Grêmio Foot-Ball Porto Alegrense no torneio.
No Grupo 3, Deportes Tolima e Atletico Nacional disputaram ponto a ponto até a última rodada, tendo o Tolima se classificado com apenas um ponto de diferença.
No Grupo 4, o Cobreloa - vice campeão da Libertadores de 1981 - se classificou ao derrotar o Colo-Colo, em Calama, por 2x0.
No Grupo 5, o Olimpia se classificou com facilidade, em um grupo que, além do Sol de America (também do Paraguai), contava com os peruanos do Melgar e do Municipal.
| Equipes           | Pts | J | V | E | D | GP | GC | SG |
| ----------------- | --- | - | - | - | - | -- | -- | -- |
| River Plate       | 11  | 6 | 5 | 1 | 0 | 8  | 1  | +7 |
| The Strongest     | 5   | 6 | 2 | 1 | 3 | 5  | 8  | -3 |
| Jorge Wilstermann | 4   | 6 | 1 | 2 | 3 | 5  | 7  | -2 |
| Boca Juniors      | 4   | 6 | 1 | 2 | 3 | 3  | 5  | -2 |

| 30 de junho       |      |                   |              |
| Jorge Wilstermann | 1–0  | Boca Juniors      | Cochabamba   |
| 27 de julho       |      |                   |              |
| The Strongest     | 0–1¹ | River Plate       | La Paz       |
| 5 de agosto       |      |                   |              |
| Boca Juniors      | 0–0  | River Plate       | Buenos Aires |
| 11 de agosto      |      |                   |              |
| The Strongest     | 1–0  | Boca Juniors      | La Paz       |
| 15 de agosto      |      |                   |              |
| Jorge Wilstermann | 1–2  | The Strongest     | Cochabamba   |
| 20 de agosto      |      |                   |              |
| Jorge Wilstermann | 0–1  | River Plate       | Cochabamba   |
| 31 de agosto      |      |                   |              |
| Boca Juniors      | 1–0  | The Strongest     | Buenos Aires |
| 3 de setembro     |      |                   |              |
| River Plate       | 4–1  | The Strongest     | Buenos Aires |
| 14 de setembro    |      |                   |              |
| River Plate       | 1–0  | Jorge Wilstermann | Buenos Aires |
| 17 de setembro    |      |                   |              |
| Boca Juniors      | 2–2  | Jorge Wilstermann | Buenos Aires |
| 30 de setembro    |      |                   |              |
| The Strongest     | 1–1  | Jorge Wilstermann | La Paz       |
| River Plate       | 1–0  | Boca Juniors      | Buenos Aires |

| Equipes           | Pts | J | V | E | D | GP | GC | SG |
| ----------------- | --- | - | - | - | - | -- | -- | -- |
| Peñarol           | 9   | 6 | 4 | 1 | 1 | 7  | 3  | +4 |
| São Paulo         | 6   | 6 | 2 | 2 | 2 | 7  | 6  | +1 |
| Grêmio            | 5   | 6 | 1 | 3 | 2 | 6  | 6  | 0  |
| Defensor Sporting | 4   | 6 | 1 | 2 | 3 | 4  | 9  | -5 |

| 5 de agosto       |     |                   |                              |
| Peñarol           | 3–0 | Defensor Sporting | Montevidéu Público: 20 000   |
| 13 de agosto      |     |                   |                              |
| São Paulo         | 2–2 | Grêmio            | São Paulo Público: 25 000    |
| 17 de agosto      |     |                   |                              |
| Defensor Sporting | 1–3 | São Paulo         | Montevidéu Público: 4 000    |
| 20 de agosto      |     |                   |                              |
| Peñarol           | 1–0 | São Paulo         | Montevidéu Público: 38 000   |
| 24 de agosto      |     |                   |                              |
| Defensor Sporting | 0–0 | Grêmio            | Montevidéu Público: 6 353    |
| 27 de agosto      |     |                   |                              |
| Peñarol           | 1–0 | Grêmio            | Montevidéu Público: 38 965   |
| 3 de setembro     |     |                   |                              |
| Grêmio            | 0–0 | São Paulo         | Porto Alegre Público: 13 524 |
| 9 de setembro     |     |                   |                              |
| Defensor Sporting | 0–0 | Peñarol           | Montevidéu Público: 28 946   |
| 14 de setembro    |     |                   |                              |
| São Paulo         | 0–1 | Peñarol           | São Paulo Público: 22 000    |
| 17 de setembro    |     |                   |                              |
| Grêmio            | 3–1 | Peñarol           | Porto Alegre Público: 4 000  |
| 21 de setembro    |     |                   |                              |
| São Paulo         | 2–1 | Defensor Sporting | São Paulo Público: 640       |
| 24 de setembro    |     |                   |                              |
| Grêmio            | 1–2 | Defensor Sporting | Porto Alegre Público: 4 788  |

| Equipes               | Pts | J | V | E | D | GP | GC | SG |
| --------------------- | --- | - | - | - | - | -- | -- | -- |
| Deportes Tolima       | 9   | 6 | 3 | 3 | 0 | 9  | 3  | +6 |
| Atlético Nacional     | 8   | 6 | 3 | 2 | 1 | 6  | 4  | +2 |
| Estudiantes de Mérida | 4   | 6 | 1 | 2 | 3 | 3  | 7  | -4 |
| Deportivo Táchira     | 3   | 6 | 0 | 3 | 3 | 2  | 6  | -4 |

| 24 de março           |     |                       |               |
| Deportivo Táchira     | 0–0 | Estudiantes de Mérida | San Cristóbal |
| Atlético Nacional     | 0–3 | Deportes Tolima       | Medellín      |
| 28 de março           |     |                       |               |
| Estudiantes de Mérida | 1–3 | Atlético Nacional     | Mérida        |
| Deportivo Táchira     | 0–2 | Deportes Tolima       | San Cristóbal |
| 31 de março           |     |                       |               |
| Estudiantes de Mérida | 1–1 | Deportes Tolima       | Mérida        |
| Deportivo Táchira     | 0–0 | Atlético Nacional     | San Cristóbal |
| 14 de abril           |     |                       |               |
| Estudiantes de Mérida | 1–0 | Deportivo Táchira     | Mérida        |
| Deportes Tolima       | 0–0 | Atlético Nacional     | Bogotá        |
| 18 de abril           |     |                       |               |
| Atlético Nacional     | 2–0 | Estudiantes de Mérida | Medellín      |
| Deportes Tolima       | 2–2 | Deportivo Táchira     | Bogotá        |
| 21 de abril           |     |                       |               |
| Atlético Nacional     | 1–0 | Deportivo Táchira     | Medellín      |
| Deportes Tolima       | 1–0 | Estudiantes de Mérida | Bogotá        |

| Equipes      | Pts | J | V | E | D | GP | GC | SG |
| ------------ | --- | - | - | - | - | -- | -- | -- |
| Cobreloa     | 9   | 6 | 3 | 3 | 0 | 9  | 2  | +7 |
| Colo-Colo    | 8   | 6 | 3 | 2 | 1 | 8  | 5  | +3 |
| LDU Quito    | 4   | 6 | 1 | 2 | 3 | 8  | 12 | -4 |
| Barcelona SC | 3   | 6 | 1 | 1 | 4 | 8  | 14 | -6 |

| 7 de março     |     |           |           |
| Barcelona      | 4–1 | LDU       | Guayaquil |
| 14 de março    |     |           |           |
| LDU            | 4–2 | Barcelona | Quito     |
| 4 de agosto    |     |           |           |
| Colo-Colo      | 0–0 | Cobreloa  | Santiago  |
| 18 de agosto   |     |           |           |
| LDU            | 2–2 | Colo-Colo | Quito     |
| Barcelona      | 1–1 | Cobreloa  | Guayaquil |
| 22 de agosto   |     |           |           |
| LDU            | 0–0 | Cobreloa  | Quito     |
| Barcelona      | 1–3 | Colo-Colo | Guayaquil |
| 7 de setembro  |     |           |           |
| Cobreloa       | 3–0 | Barcelona | Calama    |
| Colo-Colo      | 1–0 | LDU       | Santiago  |
| 10 de setembro |     |           |           |
| Cobreloa       | 3–1 | LDU       | Calama    |
| Colo-Colo      | 2–0 | Barcelona | Santiago  |
| 22 de setembro |     |           |           |
| Cobreloa       | 2–0 | Colo-Colo | Calama    |

| Equipes        | Pts | J | V | E | D | GP | GC | SG |
| -------------- | --- | - | - | - | - | -- | -- | -- |
| Olímpia        | 10  | 6 | 4 | 2 | 0 | 12 | 3  | +9 |
| Melgar         | 8   | 6 | 4 | 0 | 2 | 9  | 10 | -1 |
| Sol de América | 6   | 6 | 2 | 2 | 2 | 9  | 8  | +1 |
| Municipal      | 0   | 6 | 0 | 0 | 6 | 3  | 12 | -9 |

| 13 de março         |     |                     |          |
| Melgar              | 2–1 | Deportivo Municipal | Arequipa |
| 14 de março         |     |                     |          |
| Olímpia             | 1–1 | Sol de América      | Assunção |
| 20 de março         |     |                     |          |
| Deportivo Municipal | 1–2 | Olímpia             | Lima     |
| 24 de março         |     |                     |          |
| Melgar              | 0–3 | Olímpia             | Arequipa |
| 27 de março         |     |                     |          |
| Deportivo Municipal | 0–3 | Sol de América      | Lima     |
| 31 de março         |     |                     |          |
| Melgar              | 3–2 | Sol de América      | Arequipa |
| 3 de abril          |     |                     |          |
| Deportivo Municipal | 0–2 | Melgar              | Lima     |
| 4 de abril          |     |                     |          |
| Sol de América      | 1–1 | Olímpia             | Assunção |
| 14 de abril         |     |                     |          |
| Sol de América      | 2–1 | Deportivo Municipal | Assunção |
| 18 de abril         |     |                     |          |
| Olímpia             | 1–0 | Deportivo Municipal | Assunção |
| 21 de abril         |     |                     |          |
| Sol de América      | 0–2 | Melgar              | Assunção |
| 25 de abril         |     |                     |          |
| Olímpia             | 4–0 | Melgar              | Assunção |

## Semifinais
| Equipes     | Pts | J | V | E | D | GP | GC | SG |
| ----------- | --- | - | - | - | - | -- | -- | -- |
| Peñarol     | 8   | 4 | 4 | 0 | 0 | 8  | 3  | +5 |
| Flamengo    | 4   | 4 | 2 | 0 | 2 | 7  | 4  | +3 |
| River Plate | 0   | 4 | 0 | 0 | 4 | 5  | 13 | -8 |

| 19 de outubro  |       |             |                                |
| Peñarol        | 1 - 0 | Flamengo    | Montevidéu Público: 53 246     |
| 22 de outubro  |       |             |                                |
| River Plate    | 0 - 3 | Flamengo    | Buenos Aires Público: 50 000   |
| 28 de outubro  |       |             |                                |
| River Plate    | 2 - 4 | Peñarol     | Buenos Aires Público: 29 087   |
| 2 de novembro  |       |             |                                |
| Flamengo       | 4 - 2 | River Plate | Rio de Janeiro Público: 68 000 |
| 12 de novembro |       |             |                                |
| Peñarol        | 2 - 1 | River Plate | Montevidéu Público: 56 286     |
| 16 de novembro |       |             |                                |
| Flamengo       | 0 - 1 | Peñarol     | Rio de Janeiro Público: 90 953 |

| Equipes         | Pts | J | V | E | D | GP | GC | SG |
| --------------- | --- | - | - | - | - | -- | -- | -- |
| Cobreloa        | 5   | 4 | 2 | 1 | 1 | 5  | 2  | +3 |
| Olímpia         | 4   | 4 | 1 | 2 | 1 | 4  | 3  | +1 |
| Deportes Tolima | 3   | 4 | 1 | 1 | 2 | 2  | 6  | -4 |

| 17 de outubro   |       |                 |                          |
| Deportes Tolima | 1 - 0 | Cobreloa        | Bogotá Público: 55 000   |
| 21 de outubro   |       |                 |                          |
| Deportes Tolima | 1 - 1 | Olímpia         | Bogotá Público: 40 000   |
| 26 de outubro   |       |                 |                          |
| Cobreloa        | 3 - 0 | Deportes Tolima | Santiago Público: 10 000 |
| 29 de outubro   |       |                 |                          |
| Olímpia         | 2 - 0 | Deportes Tolima | Assunção Público: 20 000 |
| 5 de novembro   |       |                 |                          |
| Olímpia         | 1 - 1 | Cobreloa        | Assunção Público: 11 600 |
| 10 de novembro  |       |                 |                          |
| Cobreloa        | 1 - 0 | Olímpia         | Santiago Público: 35 000 |

## Finais
Jogo de ida
| 26 de novembro de 1982 | Peñarol | 0 – 0 | Cobreloa | Estádio Centenário, Montevidéu                             |
|                        |         |       |          | Público: 57 600 (44 690) Árbitro: BRA José de Assis Aragão |

Peñarol: Fernández; Olivera, Gutiérrez, Bossio e Diogo; Morales, Silva (Rodríguez) e Jair; Saralegui, Morena e Venancio Ramos. Técnico: Hugo Bagnullo
Cobreloa: Wirth; Gómes, Soto, Tabilo e Alarcón; Escobar, Merello (Puebla) e Siviero; Gómez, Letelier e Olivera (Rubio). Técnico: Vicente Cantanore
Jogo de volta
| 30 de novembro de 1982 | Cobreloa | 0 – 1 | Peñarol             | Estádio Nacional de Chile, Santiago       |
|                        |          |       | Fernando Morena 89' | Público: 74 350 Árbitro: ARG Jorge Romero |

Cobreloa: Wirth; Gómes, Soto, Tabilo (Martínez) e Alarcón; Escobar, Merello e Siviero; Gómez, Rubio e Olivera (Letelier). Técnico: Vicente Cantanore
Peñarol: Fernández; Olivera, Gutiérrez, Bossio e Diogo; Morales, Vargas e Jair; Saralegui, Morena e Venancio Ramos (Rodríguez). Técnico: Hugo Bagnullo
| Libertadores de 1982        |
| --------------------------- |
| PEÑAROL Campeão (4º título) |

## Classificação Geral
| Pos | Times                  | P  | J  | V | E | D | GP | GC | SG  | Resultado     |
| --- | ---------------------- | -- | -- | - | - | - | -- | -- | --- | ------------- |
| 1   | Peñarol                | 12 | 8  | 5 | 2 | 1 | 8  | 3  | +5  | Campeão       |
| 2   | Cobreloa               | 10 | 8  | 3 | 4 | 1 | 9  | 3  | +6  | Vice campeão  |
| 3   | Olimpia                | 14 | 10 | 5 | 4 | 1 | 16 | 6  | +10 | Semifinal     |
| 4   | Deportes Tolima        | 12 | 10 | 4 | 4 | 2 | 11 | 9  | +2  | Semifinal     |
| 5   | River Plate            | 11 | 10 | 5 | 1 | 4 | 13 | 14 | -1  | Semifinal     |
| 6   | Flamengo               | 4  | 4  | 2 | 0 | 2 | 7  | 4  | +3  | Semifinal     |
| 7   | Colo-Colo              | 8  | 6  | 3 | 2 | 1 | 8  | 5  | +3  | Primeira Fase |
| 8   | Atlético Nacional      | 8  | 6  | 3 | 2 | 1 | 6  | 4  | +2  | Primeira Fase |
| 9   | Melgar                 | 8  | 6  | 4 | 0 | 2 | 9  | 10 | -1  | Primeira Fase |
| 10  | Sol de América         | 6  | 6  | 2 | 2 | 2 | 9  | 8  | +1  | Primeira Fase |
| 11  | São Paulo              | 6  | 6  | 2 | 2 | 2 | 7  | 6  | +1  | Primeira Fase |
| 12  | Grêmio                 | 5  | 6  | 1 | 3 | 2 | 6  | 6  | 0   | Primeira Fase |
| 13  | The Strongest          | 5  | 6  | 2 | 1 | 3 | 5  | 8  | -3  | Primeira Fase |
| 14  | Jorge Wilstermann      | 4  | 6  | 1 | 2 | 3 | 5  | 7  | -2  | Primeira Fase |
| 15  | Boca Juniors           | 4  | 6  | 1 | 2 | 3 | 3  | 5  | -2  | Primeira Fase |
| 16  | LDU Quito              | 4  | 6  | 1 | 2 | 3 | 8  | 12 | -4  | Primeira Fase |
| 17  | Estudiantes de Mérida  | 4  | 6  | 1 | 2 | 3 | 3  | 7  | -4  | Primeira Fase |
| 18  | Defensor Sporting      | 4  | 6  | 1 | 2 | 3 | 4  | 9  | -5  | Primeira Fase |
| 19  | Deportivo Táchira      | 3  | 6  | 0 | 3 | 3 | 2  | 6  | -4  | Primeira Fase |
| 20  | Barcelona de Guayaquil | 3  | 6  | 1 | 1 | 4 | 8  | 14 | -6  | Primeira Fase |
| 21  | Municipal              | 1  | 6  | 0 | 1 | 5 | 5  | 16 | -11 | Primeira Fase |

## Jogadores Notáveis
| Jogador         | Posição          | Data de nascimento      | Clube        |
| --------------- | ---------------- | ----------------------- | ------------ |
| Emerson Leão    | Goleiro          | 11 de julho de 1949     | Grêmio       |
| De León         | Zagueiro         | 27 de fevereiro de 1958 | Grêmio       |
| Zico            | meia             | 3 de março de 1953      | Flamengo     |
| Júnior          | Lateral-esquerdo | 29 de junho de 1954     | Flamengo     |
| Ubaldo Fillol   | Goleiro          | 21 de julho de 1950     | River Plate  |
| Hugo Gatti      | Goleiro          | 19 de agosto de 1944    | Boca Juniors |
| Fernando Morena | Atacante         | 2 de fevereiro de 1952  | Peñarol      |
| Jair            | meia             | 11 de julho de 1953     | Peñarol      |
| Oscar           | Zagueiro         | 20 de junho de 1954     | São Paulo    |